# 鎖青縉
鎖青縉（？—17世紀），字藎之，號夷白，河南府永寧縣人，明末清初政治人物。

## 生平
鎖青縉是天啟四年（1624年）河南鄉試舉人，崇禎十年（1637年）中進士。工部觀政，次年（1638年）二月獲授南樂知縣，任內施政嚴厲，使屬官服從；又在一個月內將土城改建為磚城，到十三年（1640年）調任恩縣。
李自成攻陷北京，鎖青縉獲授淮安府知府，其後清兵入關，他在順治二年（1645年）補任兵部車駕司主事，五年（1648年）外任湖廣按察司分巡長沙道；湖廣地方多流寇，他只用兩個月平定，使人民安寧，死後得在鄉賢祠祭祀。

## 家族
曾祖锁震；祖锁九皋，寿官；父锁一理，廪生。

## 引用
1. 1 2  錢海岳《南明史·卷三十五·列傳第十一》：（弘光）時山東疆吏：……鎖青縉，河南永寧人。（崇禎十年）進士。南樂知縣，調恩縣。
2. ↑  乾隆《永寧縣志·卷五》：鎖青縉 天啟甲子科（舉人），見進士
3. ↑  《崇祯十年丁丑科进士三代履历》：锁青缙，曾祖震；祖九皋，寿官；父一理，廪生。夷白，易一房，丙午閏十一月二十日生，永宁县人，甲子十五名，会一百五十名，三甲一百四十六名，工部观政，戊寅二月授北直南楽知兴，庚辰调恩县。
4. ↑  光緒《南樂縣志·卷三》：鎖青縉，河南永寧人，進士。崇禎十一年除（南樂知縣），賦性鯁直，政行嚴厲，剔奸釐弊，胥掾帖服。樂邑舊土城，青縉始易以磚，一月告成；事聞，調恩縣。
5. ↑  乾隆《永寧縣志·卷五》：鎖青縉，《通志》字藎之，永寧人，明崇正丁丑進士。國朝順治二年補兵部車駕司主事，戊子出為湖廣按察司分巡長沙道；楚南多狡寇出沒無常，青縉運籌帷幄，兩月平之，萬姓咸賴以安，祀鄉賢。